# Dusona aurifer
Dusona aurifer là một loài tò vò trong họ Ichneumonidae.